# 伊斯哈克和卓
伊斯哈克和卓，(?-1599年)，是十六世紀的宗教和政治人物，是葉爾羌汗國蘇菲派納克什班迪教團黑山派創始人，是河中地區蘇菲教長瑪哈圖木·阿雜木的後裔。
據傳說，伊斯哈克的母親是喀喇汗萨图克·博格拉汗後裔，1580年左右，伊斯哈克從河中抵達葉爾羌汗國，在那裡他享有“聖人”的美譽，說他能夠像耶穌一樣使死人復活。伊斯哈克來到喀什噶爾的目的是將“異教徒”和蒙古佛教徒皈依伊斯蘭教，他的魅力和影響群眾的能力使他能夠在哈密和準噶爾等地區傳播伊斯蘭教。
他一直在地方傳教，獲得了喀什噶爾，于闐，阿克蘇和吐魯番的幾位埃米爾和蘇丹的支援，但引起了阿不都哈林不安，下令驅逐出境。
伊斯哈克於1599年2月去世。他的第三個兒子沙迪·霍賈在喀什噶爾繼位。